# Interceptor (Entwurfsmuster)
Interceptor ist ein Entwurfsmuster aus dem Bereich der Softwareentwicklung zur Erweiterung eines Frameworks oder einer Middleware, ohne diese selbst zu verändern. Er fällt in die Kategorie der Verhaltensmuster (engl. behavioral design patterns).

## Beispiel
Komponente A ruft im Framework Komponente B auf (grüner Pfeil). Durch den Einsatz eines Interceptors (blau) kann der Ablauf, beim Aufruf der Komponente B durch Komponente A, um die Funktionalität der Komponente C erweitert werden.